# إد فيتز جيرالد
إد فيتز جيرالد (بالإنجليزية: Ed Fitz Gerald) هو لاعب كرة قاعدة أمريكي، ولد في 21 مايو 1924 في سانتا إینز ‏ في الولايات المتحدة.

## وصلات خارجية
- إد فيتز جيرالد على موقعبيزبول رفرنس.كوم (الدوري الرئيسي) (الإنجليزية)
- إد فيتز جيرالد على موقعبيزبول رفرنس.كوم (الدوري الثانوي) (الإنجليزية)
- إد فيتز جيرالد على موقع مشجعي الرسوم البيانية (الإنجليزية)